# Quint Marci Rex (pretor)
Quint Marci Rex (en llatí: Quintus Marcius Rex) va ser un magistrat romà. Era el pare de Quint Marci Rex, cònsol l'any 118 aC. Formava part de la gens Màrcia
Nomenat pretor l'any 145 aC, el senat el va comissionar per construir un aqüeducte i per poder acabar la feina li van prorrogar un any més el seu imperium, fins al 144 aC. Aquest aqüeducte és conegut amb el nom d'Aqua Marcia i era un dels més importants de Roma.